# Хајде да растемо
„Хајде да растемо” је југословенска ТВ серија за децу, снимана и емитована од 1969. до 1972. године у продукцији Редакције Програма за децу и младе Телевизије Београд. Сценарио су писали Милан Брујић и Љубивоје Ршумовић, а режирао је Србољуб Станковић. Серија је садржавала 84 епизоде, емитоване у континуитету сваке друге среде (касније петка), у четири узастопна циклуса. Прва епизода премијерно је приказана 2. априла 1969. ("Прича о другарству"), а последња 23. јуна 1972. ("Прича о крају"). У сталној глумачкој екипи били су: Неда Спасојевић (Неда; у првих 57 епизода), Властимир Ђуза Стојиљковић (Ђуза; од 58. до последње епизоде), Зоран Ратковић (Рале), Јелисавета Саблић (Сека), Ташко Начић (Ташко у облацима), Љубиша Бачић (Самостални Баја), док су гласове луткама позајмиле Добрила Матић (Топаловић) и Татјана Лукјанова (Зозон).

## Улоге
| Глумац                     | Улога            |
| -------------------------- | ---------------- |
| Миа Адамовић               |                  |
| Љубиша Бачић               | Самостални Баја  |
| Татјана Лукјанова          | Зозон            |
| Добрила Матић              | Топаловић        |
| Ташко Начић                | Ташко у облацима |
| Зоран Ратковић             | Зоран            |
| Јелисавета Сека Саблић     | Сека             |
| Неда Спасојевић            | Неда             |
| Властимир Ђуза Стојиљковић | Ђуза             |

Комплетна ТВ екипа ▼
| Редитељ     | Србољуб Станковић |
| Сценариста  | Милан Брујић      |
| Сценариста  | Љубивоје Ршумовић |
| Композитор  | Срђан Барић       |
| Сценограф   | Гордана Поповић   |
| Костимограф | Биљана Драговић   |

## Из критике
... Најмлађи телевизијски гледаоци стекли су новог друга, сталног пријатеља, који ће их припремати за живот у свету одраслих. То је Неда Спасојевић, водитељ нове дечје серије Телевизије Београд, „Хајде да растемо“. У првој епизоди аутори серије Љубивоје Ршумовић и Милан Брујић почели су са другарством. (...)
           Можда су први звуци музике Срђана Барића распечатили албум наших успомена на страницама са којих нас је запљуснуло сећање на мелодију Миодрага Илића-Белог из серије „На слово, на слово“. Ново лице Неде Спасојевић синуло је у крупном плану, чисто и зрачно под коврџама кратке косе, и одмах раскрилило беле неисписане стране истог албума који је почео да се разлистава за нове успомене. Велики друг малих гледалаца кренуо је да исписује надахнуте поетске речи о великој и значајној људској врлини – другарству.
           С непогрешивим осећањем за сугестивну снагу људског лица редитељ Србољуб Станковић остао је током целе емисије веран крупном плану. На исти начин упознао је своје мале гледаоце и са осталим Нединим великим другарима у емисији, Зораном Ратковићем, Јелисаветом Сабљић, Љубишом Бачићем, Ташком Начићем. Остаје отворено питање колико је Станковићев афинитет према луткама постигао задовољавајући ефекат и ликом коме је глас позајмила Татјана Лукијанова, а чија је деформисана ћелава глава с наочарима оставила непријатан утисак.
(Олга Божичковић: Одрасти и бити друг, Политика, Београд, 7. април 1969)

... Већ смо и заборавили откад је на програму дечја серија Телевизије Београд „Хајде да растемо“. А увек нас изненади својом неуништивом свежином, непресушном поезијом, некаквом неухватљивом чедношћу и невиношћу. Последња је говорила о птицама.
           Биће да њена аутентичност проистиче из чињенице што најпре њени литерарни аутори, писци прозног и песничког текста Ршумовић и Брујић, напросто срасту са темом. Њој се затим без остатка, као да је и прва и последња, предају сви извођачи.
           Устаљеној глумачкој екипи, са Љубишом Бачићем, Јелисаветом Саблић, Зораном Ратковићем и Ташком Начићем, придружио се у овој сезони, уместо Неде Спасојевић, Властимир Стојиљковић-Ђуза, такође један од неодољивих сценских шармера, што није од малог значаја за емисију.
(Олга Божичковић: Шарм и антишарм, Политика, Београд, 6. мај 1972)